# Vagrinec
Vagrinec (ungarisch Felsővargony – bis 1907 Vagrin[y]ec, russinisch Вагринець/Wahrynez) ist eine Gemeinde im Nordosten der Slowakei mit 118 Einwohnern (Stand 31. Dezember 2024), die im Okres Svidník, einem Kreis des Prešovský kraj, sowie in der traditionellen Landschaft Šariš liegt.

## Geographie

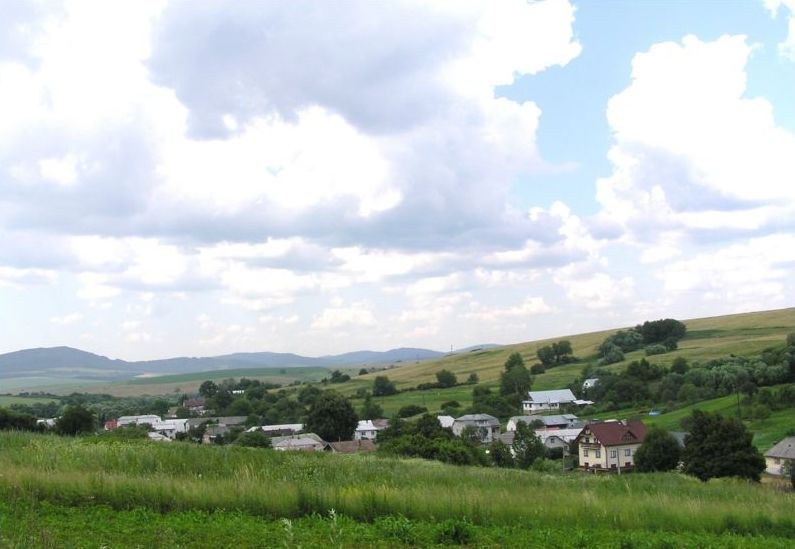
Vagrinec

Die Gemeinde befindet sich in den Niederen Beskiden im Bergland Ondavská vrchovina, im Tal des Baches Vagrinček im Einzugsgebiet der Ondava. Das Ortszentrum liegt auf einer Höhe von 292 m n.m. und ist sieben Kilometer von Svidník entfernt (Straßenentfernung).
Nachbargemeinden sind Ladomirová im Westen und Norden, Šemetkovce im Osten und Südosten, Vislava im Süden und Nová Polianka im Südwesten.

## Geschichte
Vagrinec wurde zum ersten Mal 1548 als Wagrinecz schriftlich erwähnt und lag in der Herrschaft von Makovica. 1618 wurden fünfeinhalb Porta verzeichnet. Im 18. Jahrhundert war das Dorf Besitz der Familie Bán, im 19. Jahrhundert der Familie Szirmay.
1720 gab es drei Haushalte in Vagrinec, 1787 hatte die Ortschaft 16 Häuser und 116 Einwohner, 1828 zählte man 25 Häuser und 207 Einwohner, die als Landwirte tätig waren.
Bis 1918 gehörte der im Komitat Sáros liegende Ort zum Königreich Ungarn und kam danach zur Tschechoslowakei beziehungsweise zur heutigen Slowakei. Im Zweiten Weltkrieg wurde Vagrinec schwer beschädigt. Nach dem Zweiten Weltkrieg pendelte ein Teil der Einwohner zur Arbeit in Industriegebiete in Svidník und Košice.

## Bevölkerung
| Jahr                | 1994 | 2004    | 2014    | 2024    |
| ------------------- | ---- | ------- | ------- | ------- |
| Anzahl der Personen | 131  | 127     | 126     | 118     |
| Unterschied         |      | −3,05 % | −0,78 % | −6,34 % |

| Jahr                | 2023 | 2024    |
| ------------------- | ---- | ------- |
| Anzahl der Personen | 113  | 118     |
| Unterschied         |      | +4,42 % |

Gemäß der Volkszählung 2011 wohnten in Vagrinec 130 Einwohner, davon 67 Slowaken und 58 Russinen. Fünf Einwohner machten keine Angabe zur Ethnie. 
68 Einwohner bekannten sich zur griechisch-katholischen Kirche, 47 Einwohner zur orthodoxen Kirche, sieben Einwohner zur römisch-katholischen Kirche und fünf Einwohner zur Evangelischen Kirche A. B. Zwei Einwohner waren konfessionslos und bei einem Einwohner wurde die Konfession nicht ermittelt.

## Bauwerke und Denkmäler
- griechisch-katholische Kirche Schutz der hochheiligen Gottesgebärerin im neoklassizistischen Stil aus dem Jahr 1858[6]
- Holzglockenturm aus dem späten 19. Jahrhundert
- orthodoxe Kirche

## Verkehr
Durch Vagrinec verläuft die Cesta III. triedy 3541 („Straße 3. Ordnung“) von Ladomirová (Anschluss an die Cesta I. triedy 21 („Straße 1. Ordnung“)) heraus, mit der Weiterführung nach Šemetkovce. Südlich des Ortes zweigt die Cesta III. triedy 3568 Richtung Chotča ab.